# Сетяля, Эмиль Нестор
Э́миль Не́стор Се́тяля (фин. Eemil Nestor Setälä; 27 февраля 1864, Кумо, Великое княжество Финляндское, Российская империя — 8 февраля 1935, Хельсинки, Финляндия) — финский филолог, политик и государственный деятель.

## Политическая деятельность
Был членом Партии младофиннов, принимал участие в работе Финского сената.
С 7 по 15 ноября 1917 года, являясь Председателем Финского сената, фактически являлся главой провозгласившей независимость Финляндии.
После объединения в 1918 году младофиннов с Финской партией в партию Национальная коалиция стал членом последней, а в 1920—1921 годы был её председателем.
С 1920 года председатель националистической организации «Pro Carelia» («Карельский Союз»),
выступавшей за отторжение Карелии от РСФСР и присоединении её к Финляндии.
Занимал посты министра образования Финляндии (1925) и министра иностранных дел (1926).

## Научная деятельность

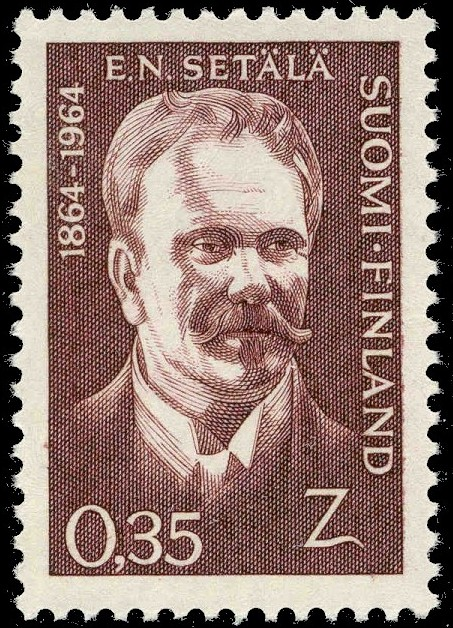
Эмиль Нестор Сетяля на почтовой марке Финляндии 1964 года выпуска

В 1888—1890 совершил поездку к ливам, води, вепсам для изучения их языков и этнографии.
Основоположник финно-угорского сравнительно-исторического языкознания.
Автор оригинальной теории чередования ступеней согласных. Разработал транскрипцию для финно-угорских языков.
Занимался фольклором, историей, этнографией финно-угорских народов.
Издавал вместе с К. Круном журнал «Finnisch-ugrische Forschungen» (с 1901).

### Научные труды
- 1880 — «Синтаксис финского языка» (фин. Suomen kielen lauseoppi)
- 1887 — Zur Geschichte der Tempus und Modusstammbildung in den finnisch-ugrischen Sprachen, докторская диссертация
- 1890 — История смычных согласных общефинского языка (фин. Yhteissuomalaisten klusiilien historia), профессорская диссертация
- 1890—1891 — Историческая фонетика общефинского языка. Согласные (фин. Yhteissuomalainen äännehistoria I–II. Konsonantit)
- 1903 — Zur finnisch-ugrischen Lautlehre
- 1904—1905 — Kullervo-Hamlet
- 1937 — Историческая фонетика общефинского языка. Гласные (фин. Yhteissuomalainen äännehistoria III. Vokaalit)

### Титулы и должности
- Профессор финского языка и литературы в Хельсинкском университете (1893—1929).
- Президент Финляндской Академии Наук (1913—1914).
- Канцлер Университета Турку (1926—1935).
- Председатель и президент многих научных обществ.